# Koningin Elisabethwedstrijd 1996 (voor zang)
De Koningin Elisabethwedstrijd 1996 (voor zang) was de derde editie van de Koningin Elisabethwedstrijd voor zang en had plaats tussen 8 en 24 mei 1996.

## Juryleden
De jury stond ook deze keer weer onder voorzitterschap van Arie Van Lysebeth; secretaris van de jury was Cécile Ferrière.
In alfabetische volgorde waren de juryleden: Luigi Alva, Noëlle Barker, Jules Bastin, Jan Berbie, Walter Berry, Edith Bers, Mya Besselink, Stuart Burrows, Louis Devos, Sena Jurinac, Matti Lehtinen, Evgeny Nesterenko, Joan Sutherland, Anna Tomowa-Sintow en José van Dam.

## Eerste ronde (8 - 10 mei)
In de eerste ronde konden de kandidaten hun prestaties tonen door het zingen van twee liederen, een oratoriumaria en een opera-aria.

## Halve finale (14 - 16 mei)
Na de eerste ronde werden 24 kandidaten geselecteerd voor de halve finale.
In de halve finale zongen de kandidaten het verplichte werk Seasons' Dream van Philippe Boesmans.

## Finale (22 – 24 mei)
De volgende 12 finalisten traden in deze volgorde op:
- 22 mei: Ray M. Wade jr. - Robert Gierlach - Stephen Salters - Souren Chahidjanyan
- 23 mei: Milagros Poblador - Mariana Zvetkova - Stephanie Houtzeel - Anja Vincken
- 24 mei: Michail Nikiforov - Ana Camelia Stefanescu - Eleni Matos - Paul Gay

### Slotconcert
Het slotconcert vond plaats op 31 mei 1996 met de eerste drie prijswinnaars, in aanwezigheid van koning Albert en zijn vrouw Paola.

## Prijzen
De prijzen werden plechtig uitgereikt door koningin Fabiola, zoals gebruikelijk op de terreinen van de Muziekkapel Koningin Elisabeth.

### Gewone prijzen
- Eerste prijs, Grote Internationale Prijs Koningin Elisabeth, Prijs Koningin Fabiola (BEF 500.000): Stephen Salters
- Tweede prijs, Prijs van de Belgische Federale Regering, (BEF 400.000) met concertaanbiedingen: Ana Camelia Stefanescu
- Derde prijs, Prijs van de Europese Gemeenschappen (BEF 350.000) met concertaanbiedingen: Eleni Matos
- Vierde prijs, Prijs "Graaf de Launoit" (BEF 300.000) met concertaanbiedingen: Mariana Zvetkova
- Vijfde prijs, Prijs van de Gemeenschapsregeringen van België, dit jaar aangeboden door de Vlaamse Gemeenschap (BEF 250.000) met concertaanbiedingen: Ray Wade
- Zesde prijs, Prijs van het Brussels Hoofdstedelijk Gewest (BEF 200.000) met concertaanbiedingen: Anja Vincken

### Bijzondere prijzen
- Prijs voor halvefinalisten (BEF 100.000)